# Liste der Biografien/Diek
Liste der Biografien |
Portal Biografien |
Personensuche
# |
A |
B |
C |
D |
E |
F |
G |
H |
I |
J |
K |
L |
M |
N |
O |
P |
Q |
R |
S |
T |
U |
V |
W |
X |
Y |
Z |
?
 
Da |
Db |
Dc |
Dd |
De |
Dg |
Dh |
Di |
Dj |
Dk |
Dl |
Dm |
Dn |
Do |
Dq |
Dr |
Ds |
Du |
Dv |
Dw |
Dy |
Dz
 
Dia |
Dib |
Dic |
Did |
Die |
Dif |
Dig |
Dih |
Dij |
Dik |
Dil |
Dim |
Din |
Dio |
Dip |
Diq |
Dir |
Dis |
Dit |
Diu |
Div |
Diw |
Dix |
Diy |
Diz
 
Dieb |
Diec |
Died |
Dief |
Dieg |
Dieh |
Diek |
Diel |
Diem |
Dien |
Diep |
Dier |
Dies |
Diet |
Dieu |
Diev |
Diew |
Diez
Die Liste der Biografien führt alle Personen auf, die in der deutschsprachigen Wikipedia einen Artikel haben. Dieses ist eine Teilliste mit 53 Einträgen von Personen, deren Namen mit den Buchstaben „Diek“ beginnt.

## Diek
- Diek, Wilhelm (1846–1926), deutscher katholischer Missionspriester

### Dieka
- Diekamp, Franz (1864–1943), deutscher römisch-katholischer Theologe
- Diekamp, Hauke (* 1989), deutscher Schauspieler
- Diekamp, Michael (1938–2007), deutscher Tänzer, Tanzpädagoge und Choreograf

### Dieke
- Dieke, Gerhard Heinrich (1901–1965), US-amerikanischer Physiker
- Dieke, Gerold (* 1943), deutscher Politiker (FDP)
- Dieke, Ifeoma (* 1981), schottische Fußballspielerin
- Diekema, Gerrit J. (1859–1930), US-amerikanischer Politiker
- Dieken, Christel van (* 1955), deutsche Diplom-Pädagogin, Gründerin der Waterkant Werkstattpädagogik
- Dieken, Eilert (1898–1960), deutscher Polizeikommissar, beteiligt an Kriegsverbrechen 1944
- Dieken, Franz-Joseph (* 1958), deutscher Schauspieler
- Dieken, Julian van (* 1985), deutscher Fotograf und KI-Künstler
- Dieken, Tobias van (* 1980), deutscher SchauspielerTobias van Dieken (* 1980)

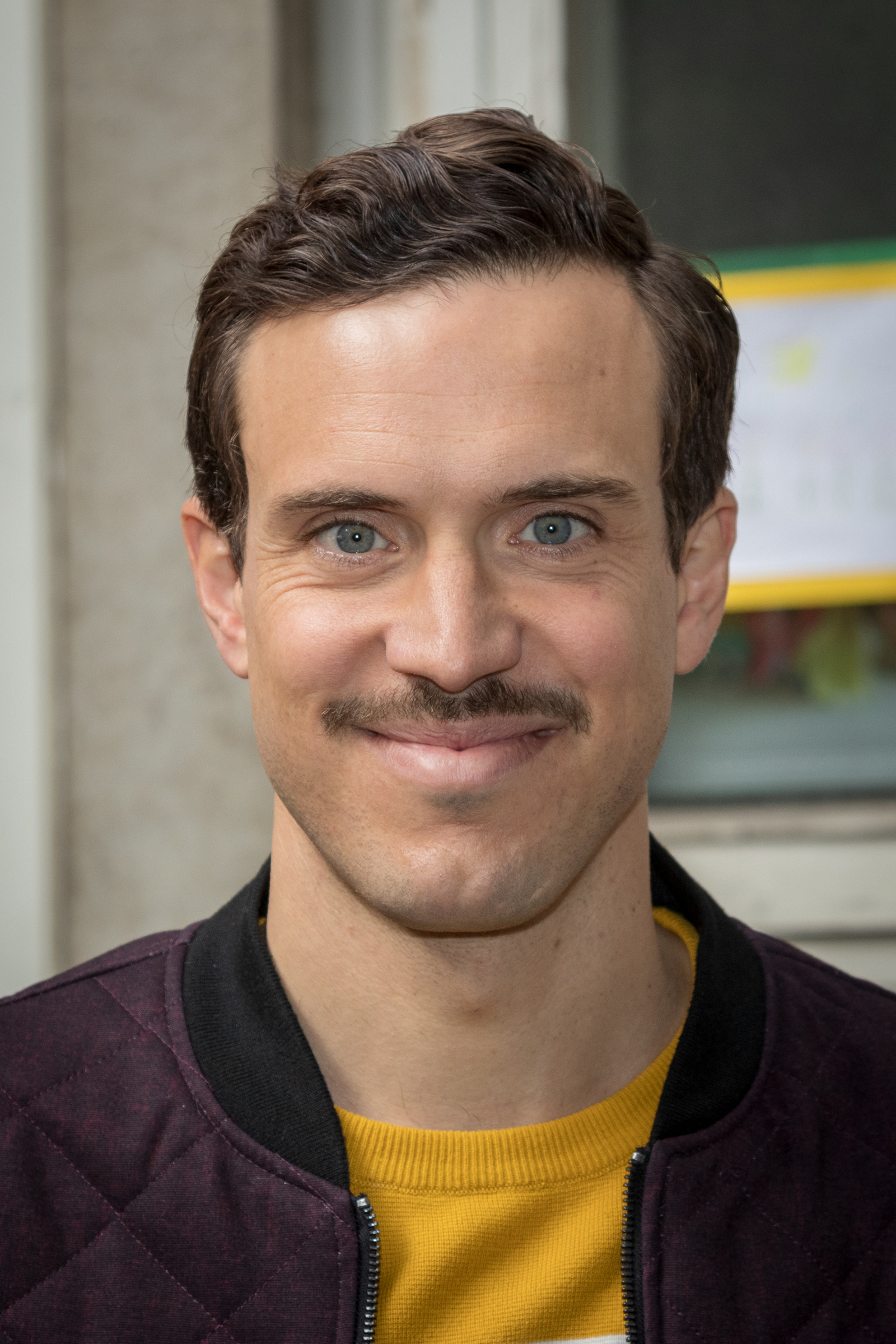
Tobias van Dieken (* 1980)

- Dieker, Birgit (* 1969), deutsche Künstlerin mit dem Schwerpunkt Bildhauerei
- Dieker, Johannes (1880–1968), deutscher Politiker der CDU
- Dieker, Nicole (* 1981), US-amerikanische Komponistin
- Dieker, Theodor, deutscher Moderner Fünfkämpfer
- Dieker, Wilhelm (1906–1987), deutscher Arzt
- Dieker, Willi (1904–1980), deutscher Politiker (SED), Wirtschaftsminister von Sachsen-Anhalt
- Diekert, Volker (* 1955), deutscher Mathematiker und Informatiker
- Diekert, Wilfred (* 1948), deutscher Fußballschiedsrichter

### Diekh
- Diekhans, Johannes (* 1954), deutscher Pädagoge
- Diekhoff, Johannes (1919–2013), Autor und Heimatforscher
- Diekhoff, Markus (* 1978), deutscher Immobilienmakler und Politiker (FDP), MdL
- Diekhoff, Marlen (* 1938), deutsche Schauspielerin und Hörspielsprecherin

### Diekm
- Diekmann, Adolf (1914–1944), deutscher KriegsverbrecherAdolf Diekmann (1914–1944)

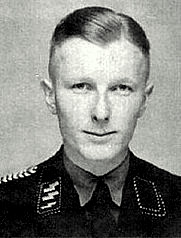
Adolf Diekmann (1914–1944)

- Diekmann, Andrea (* 1962), deutsche Juristin
- Diekmann, Andreas (* 1951), deutscher Soziologe
- Diekmann, Axel, deutscher Basketballspieler
- Diekmann, Axel (* 1944), deutscher Verleger
- Diekmann, Bruno (1897–1982), deutscher Politiker (SPD), MdL, Ministerpräsident des Landes Schleswig-Holstein, MdB
- Diekmann, Dieter (1940–1999), deutscher Politiker (CDU)
- Diekmann, Dirk (1958–2021), deutscher Schauspieler, Regisseur und Dramaturg
- Diekmann, Dorsten (* 1960), deutscher Bildhauer
- Diekmann, Ernst (1924–2020), deutscher Polizist und Polizeipräsident der Polizei Bremen
- Diekmann, Fritz (1897–1970), deutscher Vermessungsrat und Oberregierungsrat
- Diekmann, Günter (* 1954), deutscher Fußballspieler und -trainer
- Diekmann, Hans (* 1938), deutscher Kommunalpolitiker (CDU) und ehrenamtlicher Bürgermeister der Stadt Lohne (Oldenburg)
- Diekmann, Heinz (1906–1961), deutscher Politiker (CDU), Oberbürgermeister von Hamm
- Diekmann, Irene (* 1952), deutsche Historikerin
- Diekmann, Kai (* 1964), deutscher JournalistKai Diekmann (* 1964)

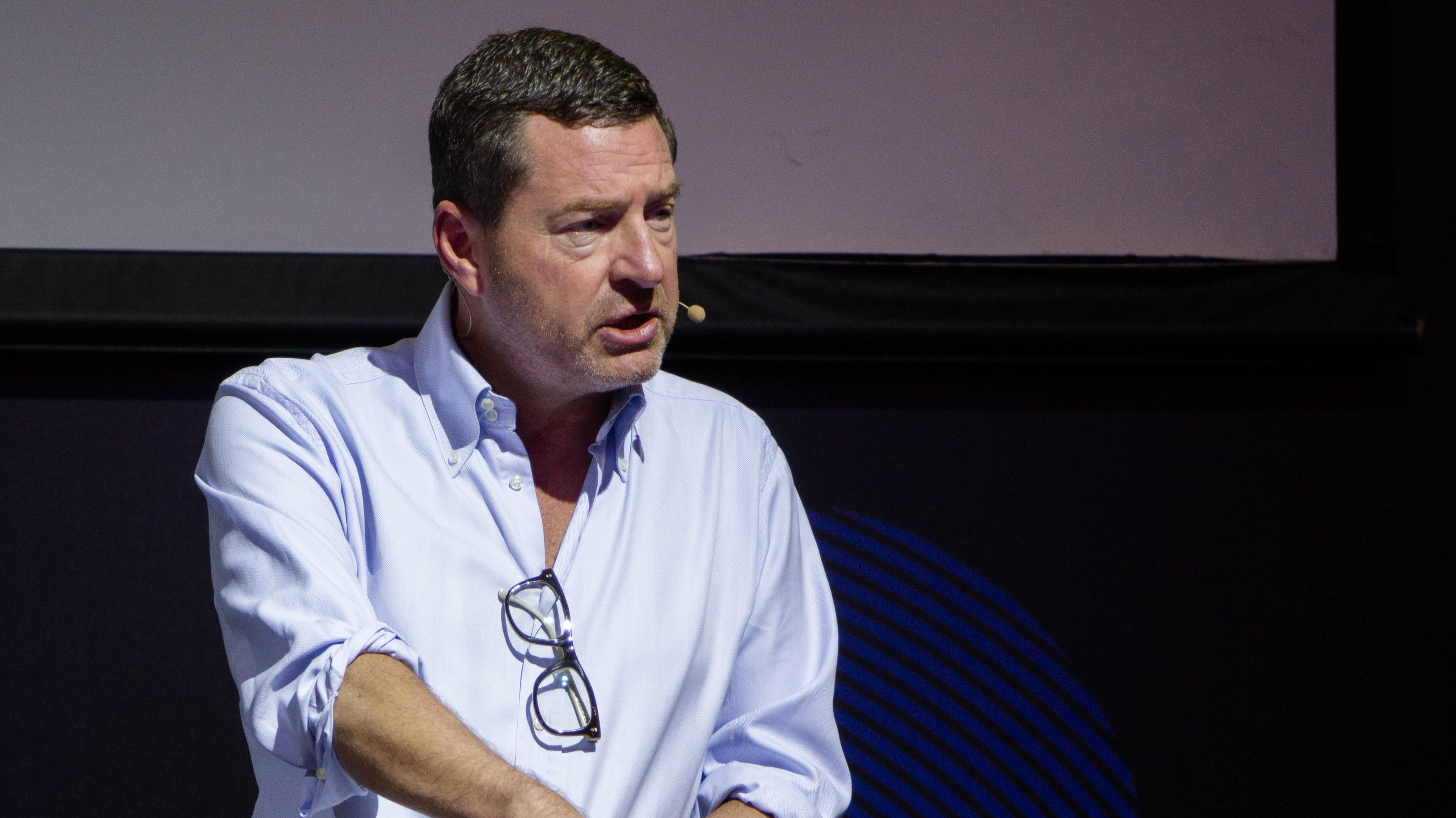
Kai Diekmann (* 1964)

- Diekmann, Maike (* 1994), namibische Ruderin
- Diekmann, Martin, deutscher Biologe und Professor für Geobotanik/Vegetationskunde an der Universität Bremen
- Diekmann, Michael (* 1954), deutscher Manager
- Diekmann, Miep (1925–2017), niederländische Kinderbuchautorin
- Diekmann, Nicole (* 1978), deutsche Journalistin
- Diekmann, Sina (* 1989), deutsche Fußball-Schiedsrichterin
- Diekmann, Ulrich (* 1954), deutscher Maler und Videokünstler
- Diekmann, Walter (1898–1959), deutscher Politiker (CDU), MdL
- Diekmeier, Dennis (* 1989), deutscher Fußballspieler und Fußballtrainer

### Dieko
- Diekow, Mia (* 1986), deutsche Synchronsprecherin und Sängerin

### Dieks
- Dieks, Sinja (* 1986), deutsche Schauspielerin

### Diekw
- Diekwisch, Stefan (* 1946), deutscher Wirtschaftswissenschaftler und Politiker (FDP)